# Chove lá Fora
Chove lá Fora é o primeiro álbum de estúdio do cantor e compositor brasileiro Tito Madi e foi lançado em 1957. Lançado em formato de LP 10 polegadas, o disco contém 7 canções inéditas e a regravação de "Não Diga Não", canção presente no primeiro disco 78 rpm do cantor (1954). O título do álbum veio da canção de mesmo nome, composição que é considerada o maior sucesso da carreira de Tito Madi. O disco contém outras obras que, assim como "Chove lá Fora", foram regravadas diversas vezes por outros artistas. A capa do álbum mostra uma moça sorridente segurando um guarda-chuva. A faixa de encerramento "E a Chuva Parou", ao contrário da faixa de abertura, possui uma letra positiva, e conclui o álbum de maneira feliz.

## Faixas
| N.º | Título              | Música                                                 | Duração |  |
| 1.  | "Chove lá Fora"     | Tito Madi                                              | 3:16    |  |
| 2.  | "Duas Contas"       | Garoto                                                 | 2:33    |  |
| 3.  | "Cansei de Ilusões" | Tito Madi                                              | 3:21    |  |
| 4.  | "Duas Vidas"        | Esdras Pereira da Silva / José Ribamar                 | 2:57    |  |
| 5.  | "Não Diga Não"      | Tito Madi / Georges Henry                              | 3:06    |  |
| 6.  | "Foi a Noite"       | Tom Jobim / Newton Mendonça                            | 2:13    |  |
| 7.  | "Fracassos de Amor" | Tito Madi / Milton Silva                               | 2:43    |  |
| 8.  | "E a Chuva Parou"   | José Ribamar / Esdras Pereira da Silva / Victor Freire | 2:55    |  |

## Créditos
Neste álbum, Tito Madi recebeu o acompanhamento do conjunto de José Ribamar Pereira da Silva:
- Ribamar (Piano)
- Chiquinho (Acordeom)
- Nestor (Guitarra)
- Vidal (Contrabaixo)
- Juquinha (Bateria)